# Nazionale A2 di calcio della Turchia
La Nazionale A-2 di calcio della Turchia è la seconda squadra della nazionale di calcio turca che occasionalmente funge da supporto e sviluppo per la prima squadra.
Nel tempo, la formazione ha affrontato le squadre di altre nazioni e giocato partite contro altre formazioni B delle rispettive nazionali.

## Statistiche
Giocatori con più presenze
- Tevfik Köse – 8 presenze, 3 gol
- Ferhat Kiraz – 8 presenze, 0 gol
- Kemal Tokak – 8 presenze, 0 gol
- Kağan Söylemezgiller – 7 presenze, 0 gol
- Necati Ateş – 6 presenze, 3 gol

Migliori marcatori
- Veysel Sarı – 4 presenze, 4 gol
- Ersen Martin – 5 presenze, 3 gol
- Necati Ateş – 6 presenze, 3 gol
- Tevfik Köse – 8 presenze, 3 gol

## Rosa
| N. | Pos. | Giocatore             | Data nascita (età) | Pres. | Reti | Squadra                                    |  |
| -- | ---- | --------------------- | ------------------ | ----- | ---- | ------------------------------------------ |  |
| 1  | P    | Ertuğrul Taşkıran     | 5 novembre 1989    | 4     | 0    | Konyaspor                                  |  |
| 12 | P    | Ozan Evrim Özenç      | 7 gennaio 1993     | 0     | 0    | Denizli Belediyespor                       |  |
|    |      |                       |                    |       |      |                                            |  |
| 2  | D    | Berat Çetinkaya       | 1º gennaio 1991    | 2     | 0    | Sakaryaspor                                |  |
| 3  | D    | İshak Doğan           | 9 agosto 1990      | 3     | 0    | MKE Ankaragücü                             |  |
| 5  | D    | Hikmet Balioğlu       | 4 agosto 1990      | 4     | 0    | Manisaspor                                 |  |
| 13 | D    | Kemal Tokak           | 25 aprile 1989     | 8     | 0    | Samsunspor                                 |  |
| 19 | D    | Furkan Şeker          | 17 marzo 1992      | 1     | 0    | Beşiktaş                                   |  |
|    |      |                       |                    |       |      |                                            |  |
| 6  | C    | Kağan Söylemezgiller  | 4 marzo 1988       | 7     | 0    | Karabükspor                                |  |
| 7  | C    | Ferhat Kiraz          | 2 gennaio 1989     | 8     | 0    | Bursaspor                                  |  |
| 8  | C    | Salih Dursun          | 12 luglio 1991     | 3     | 0    | Sakaryaspor                                |  |
| 14 | C    | Bülent Cevahir        | 13 febbraio 1992   | 2     | 0    | Manisaspor                                 |  |
| 15 | C    | Abdülkadir Kayalı     | 30 gennaio 1991    | 2     | 0    | Orduspor                                   |  |
| 16 | C    | İsmail Haktan Odabaşı | 7 agosto 1991      | 4     | 0    | Bursaspor                                  |  |
| 18 | C    | Necip Uysal           | 24 gennaio 1991    | 4     | 0    | Beşiktaş                                   |  |
| 20 | C    | Erkan Kaş             | 10 settembre 1991  | 3     | 0    | Beşiktaş                                   |  |
|    |      |                       |                    |       |      |                                            |  |
| 9  | A    | Tevfik Köse           | 12 luglio 1988     | 8     | 3    | İstanbul Büyükşehir Belediyesi Spor Kulübü |  |
| 10 | A    | Emre Güral            | 5 aprile 1989      | 5     | 2    | Trabzonspor                                |  |
| 11 | C    | Eren Tozlu            | 27 dicembre 1990   | 2     | 1    | Giresunspor                                |  |
| 17 | A    | Ali Kuçik             | 17 giugno 1991     | 5     | 0    | Göztepe Spor Kulübü                        |  |